# Mac the Knife
Mac the Knife era el seudónimo (inspirado en la conocida canción homófona "Mack the Knife") de un columnista anónimo de cotilleos de la (ya desaparecida) publicación comercial centrada en Apple Macintosh, MacWEEK. Mac the Knife siempre fue escrito por un único redactor, pero la identidad de éste cambió más de una vez a lo largo de la larga historia editorial de MacWEEK. La columna era conocida no sólo por sus amplios y a menudo precisos rumores relacionados con el Macintosh, sino por su estilo gonzo, similar al de Hunter S. Thompson.
Los informantes que proporcionaban jugosos chismes recibían tazas de café con el logotipo de Knife. Durante el apogeo de la columna, las tazas de trofeo se enviaban ocasionalmente al azar a los empleados de Apple para ocultar a los verdaderos filtradores.
La fiesta de MacWEEK en la Macworld Conference & Expo recibió el nombre de este personaje de ficción. La fiesta era a menudo más secreta que las propias fiestas de Apple, para proteger la identidad de Knife.
Durante la última parte de la carrera de The Knife, sus columnas aparecían en un sitio web llamado The Electric Knife, que publicaba Mac Publishing en mactheknife.com, pero tras la retirada de The Knife, el dominio expiró. Durante algún tiempo, no se asoció a The Knife. Recientemente, se ha apuntado a la desaparecida página web de MacEdition.
En la actualidad, ninguno de los antiguos columnistas de Mac the Knife escribe con este nombre. El propio columnista se trasladó a MacEdition en 2000, escribiendo una columna llamada "Informe de la rata topo desnuda" (una alusión a una frase utilizada en una de las últimas columnas de The Knife). La columna parece haber dejado de publicarse en 2003. Algunos especulan que Robert Hess o el ex editor Matthew Rothenberg (de la publicación en línea eWEEK) podrían haber sido el columnista en algún momento. Una antigua empleada añade que, aunque Rothenberg podría haberse hecho cargo de la columna en algún momento, ciertamente no era el original... ya que se incorporó a la revista mucho después. También puede confirmar que no fue Hess.[cita requerida]
Muchas de las últimas columnas de Mac the Knife todavía están disponibles en la copia de Internet Archive del sitio de Electric Knife.